# Jack Bee Garland
Pour les articles homonymes, voir Jack Garland et Garland.
Jack Bee Garland (9 décembre 1869 – 19 septembre 1936) était un homme trans, auteur, infirmier et aventurier. Garland était aussi connu sous les noms Elvira Virginia Mugarrieta, Babe Bean, Jack Beam, Jack Maines et Beebe Beam.

## Vie et carrière

### En tant que Babe Bean
Né à San Francisco, en Californie, d'un père officier militaire servant de consul du Mexique à San Francisco, en 1897, il a pris résidence à Stockton (Californie). Utilisant son nom masculin « Babe Bean », et faisant semblant d'être mutique, il obtient un emploi au The Stockton Evening Mail comme auteur d'histoires axées sur les problèmes sociaux, tels que le jeu d'argent et le vagabondage.

### En tant que Beebe Beam
Le 5 octobre 1899, il adopte son identité masculine Beebe Beam, et accompagne les forces de l'armée américaine aux Philippines, en 1899, pour participer à la guerre américano-philippine, écrivant : « J'ai vu la guerre et je l'ai vécue ». Beam était un mousse sur le transport de troupes du City of Para pour payer son aller vers les Philippines. Beam est tombé malade au cours du voyage et a été mis à terre quand le capitaine a découvert son histoire. Les soldats se sont cotisés pour acheter son billet mais le capitaine n'a pas accepté son retour sur le bateau, alors les soldats lui ont donné un uniforme et l'ont caché jusqu'à ce qu'ils soient en toute sécurité loin de Hawaii. Beam a été découvert à nouveau et limité mais, habillé en soldat, il s'est échappé et a suivi les régiments aux Philippines. Beam a servi d'interprète de langue espagnole et d'infirmier, vivant dans des camps militaires avec le seizième, vingt-neuvième, quarante-deuxième et quarante-cinquième régiments des bénévoles d'infanterie américains. Pendant ce temps, aux Philippines, Beam n'a pas participé au combat, mais a été témoin de la bataille de San Mateo, et il a rejoint plusieurs marches à travers Luzon. Beam a accompagné les forces militaires des États-Unis à Santa Cruz, Laguna de Bey, Camarines et Caloccan, ainsi qu'à Manille.
Beam a passé près d'un an aux Philippines avant de retourner aux États-Unis. Le 21 octobre 1900, il a publié « My Life as a Soldier », dans le magazine San Francisco Examiner.
 
Bien que Beam n'ait jamais été enrôlé et qu'il n'ait pas participé au combat, il a commercialisé l'histoire en tant que femme soldat aux Philippines.
Durant la Première Guerre mondiale, Beam a été arrêté en décembre 1917, à Seal Beach, comme espion allemand.

### En tant que Jack Bee Garland
Peu de temps après la publication de l'aventure aux Philippines, Beam a abandonné l'écriture de journal et a pris le nom de Jack Bee Garland, vivant comme un homme pour le reste de sa vie. En tant que Jack Garland, il se consacre au travail social de la Croix-Rouge américaine et d'autres associations caritatives.
Garland meurt d'une péritonite à San Francisco, le 19 septembre 1936. L'hôpital a découvert que Garland avait vécu en tant qu'homme, provoquant une série d'articles de journaux. Garland avait un tatouage qui montrait un drapeau américain sous le mot de Manille aux côtés d'un insigne d'infanterie. Les journaux ont suggéré que Garland devrait être enterré avec les honneurs militaires comme un vétéran, et la sœur de Garland, Victoria Shadbourne, perpétue l'idée en suggérant que Beebe Beam avait été lieutenant dans l'armée américaine. Aucun enregistrement de ce service existait, et Garland a été refusé pour recevoir un enterrement militaire.
Lou Sullivan, lui-même également homme trans, a écrit une biographie détaillée de Garland.